# Parque de Tafisa
El parque de Tafisa es un parque urbano situado en el barrio de Tafisa-A Seca en la ciudad española de Pontevedra, muy cerca del río Lérez y del paseo marítimo-fluvial de la ciudad.

## Historia
Los terrenos en los que se ubica el actual parque, originalmente de carácter silvestre y sin urbanizar, formaron parte desde 1956 de la antigua fábrica de tableros de fibra y aglomerados de madera Tafisa, de capital sueco. Tras el traslado de la actividad fabril al polígono industrial de A Reigosa en 2003, el área fue incorporada a un plan de desarrollo urbano.
Tras numerosos trámites, en 2011 se inició el proceso de urbanización de la zona, reservándose el sector oriental como parque y zona verde para el nuevo barrio de Tafisa. En 2015, los terrenos y el parque planificado en los mismos fueron abiertos al uso y disfrute de la ciudadanía.
En 2020, el parque de Tafisa fue objeto de una intervención paisajística que incluyó la plantación de nuevo arbolado, destacando la incorporación de un notable número de liquidámbares.
Gracias a su configuración abierta, funcional y con capacidad para acoger grandes concentraciones, el parque de Tafisa comenzó a ser utilizado a partir de 2022 como escenario para eventos musicales de gran formato. En septiembre de ese mismo año, acogió la primera edición del festival Río Verbena Fest. En julio de 2025, el parque de Tafisa fue el escenario de la primera edición del Big Sound Festival Pontevedra, un evento musical de importante proyección que contó con la participación de destacados artistas. Entre ellos, destacó como prolegómeno el concierto del 8 de julio de la estrella internacional neoyorquina Jennifer Lopez, en su única actuación en el noroeste de España. Este parque de Tafisa de la capital pontevedresa fue el lugar elegido como punto de inicio de su gira internacional "Up all night".

## Descripción
Con una forma longitudinal y una superficie cercana a los 23 000 m², el parque de Tafisa se integra como un corredor verde que articula el tejido urbano con el paisaje fluvial. Su diseño favorece una movilidad fluida gracias a una red de accesos peatonales bien conectados, aptos tanto para peatones como para ciclistas. En su límite norte, el parque linda con la Avenida de Buenos Aires, donde se dispone una amplia zona de aparcamiento que refuerza su accesibilidad en automóvil. Al sur está delimitado por la calle Ernestina Otero y, al oeste, por la calle Dolores Trabado.
El parque de Tafisa es un entorno amplio y accesible, donde se alternan grandes áreas de césped con senderos y zonas arboladas. Desde una perspectiva visual, sobresale la amplitud del espacio. Su diseño funcional y despejado permite realizar diversas actividades al aire libre, como la práctica de deporte, el paseo o el descanso y la celebración de conciertos, sirviendo además como punto de conexión entre la ciudad y la zona natural a orillas del río.
El elemento más destacado del parque es su paseo central, flanqueado por liquidámbares, bancos y fuentes de agua potable. Este paseo principal, de tierra compactada conecta visualmente con el entorno urbano enmarcado por los edificios racionalistas del barrio de Tafisa y el puente de los Tirantes. En las inmediaciones del parque se halla un parque de calistenia.

## Cultura
El parque sirve como escenario para diversos eventos musicales, destacando actualmente el Big Sound Festival Pontevedra. En su zona este, se instala una gran carpa o estructura cubierta para los conciertos. Con capacidad para albergar hasta 20.000 espectadores, el parque se convierte en un punto de encuentro masivo para la música en vivo.
En su primera edición de 2022, el Festival Río Verbena Fest tuvo lugar en el Parque de Tafisa, pero en los años posteriores su ubicación se trasladó a la Explanada adoquinada del Recinto Ferial de Pontevedra.
En 2025 el parque fue el emplazamiento privilegiado del concierto de inicio de la gira mundial "Up all night" de la estrella internacional Jennifer Lopez y del Big Sound Festival Pontevedra, con la actuación de importantes artistas como como Abraham Mateo, Rels B, Nicky Jam, Omar Montes, Leire Martínez, Amaia o Juan Magán.

## Galería

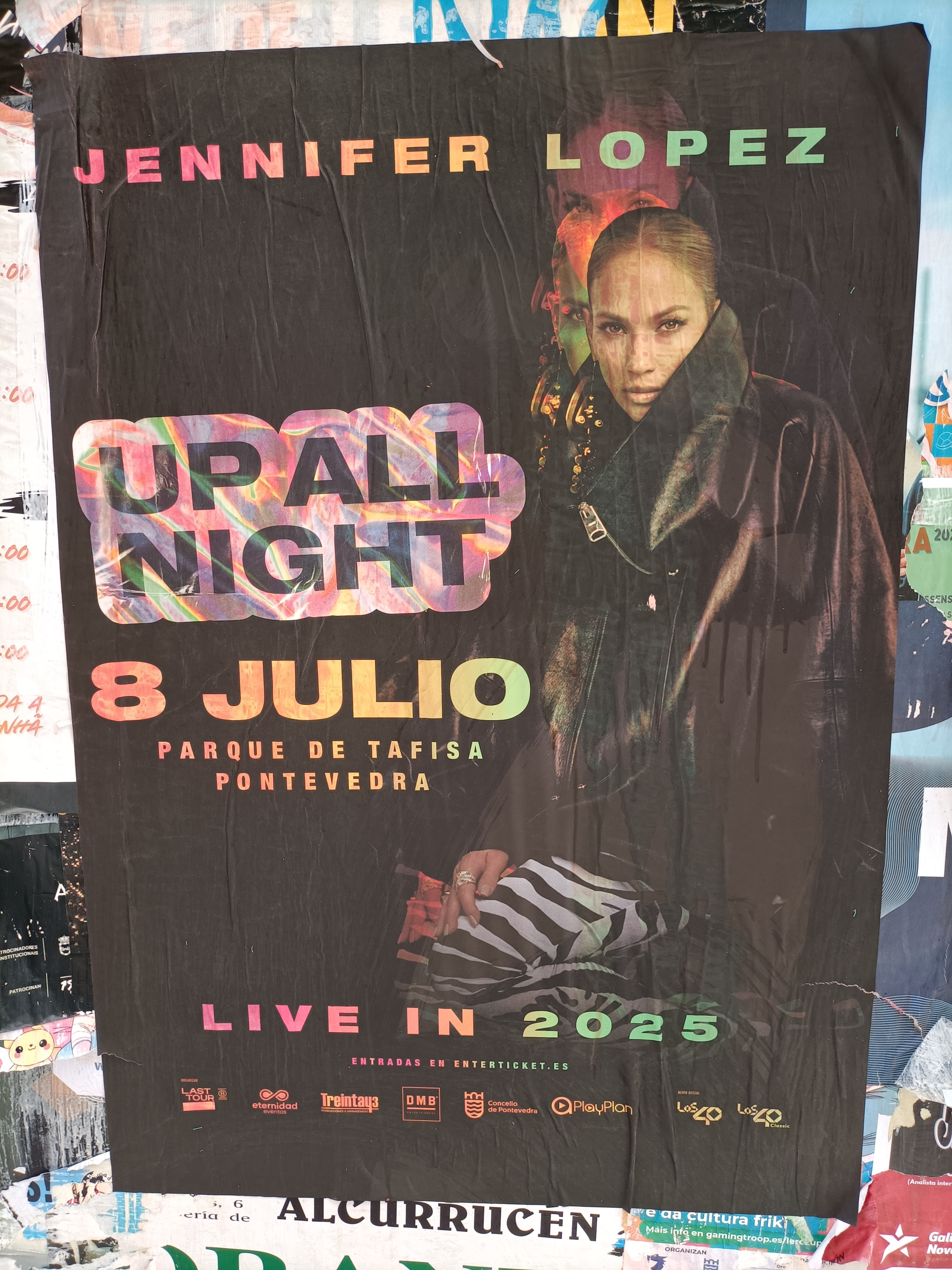
Cartel del concierto de Jennifer Lopez en el parque
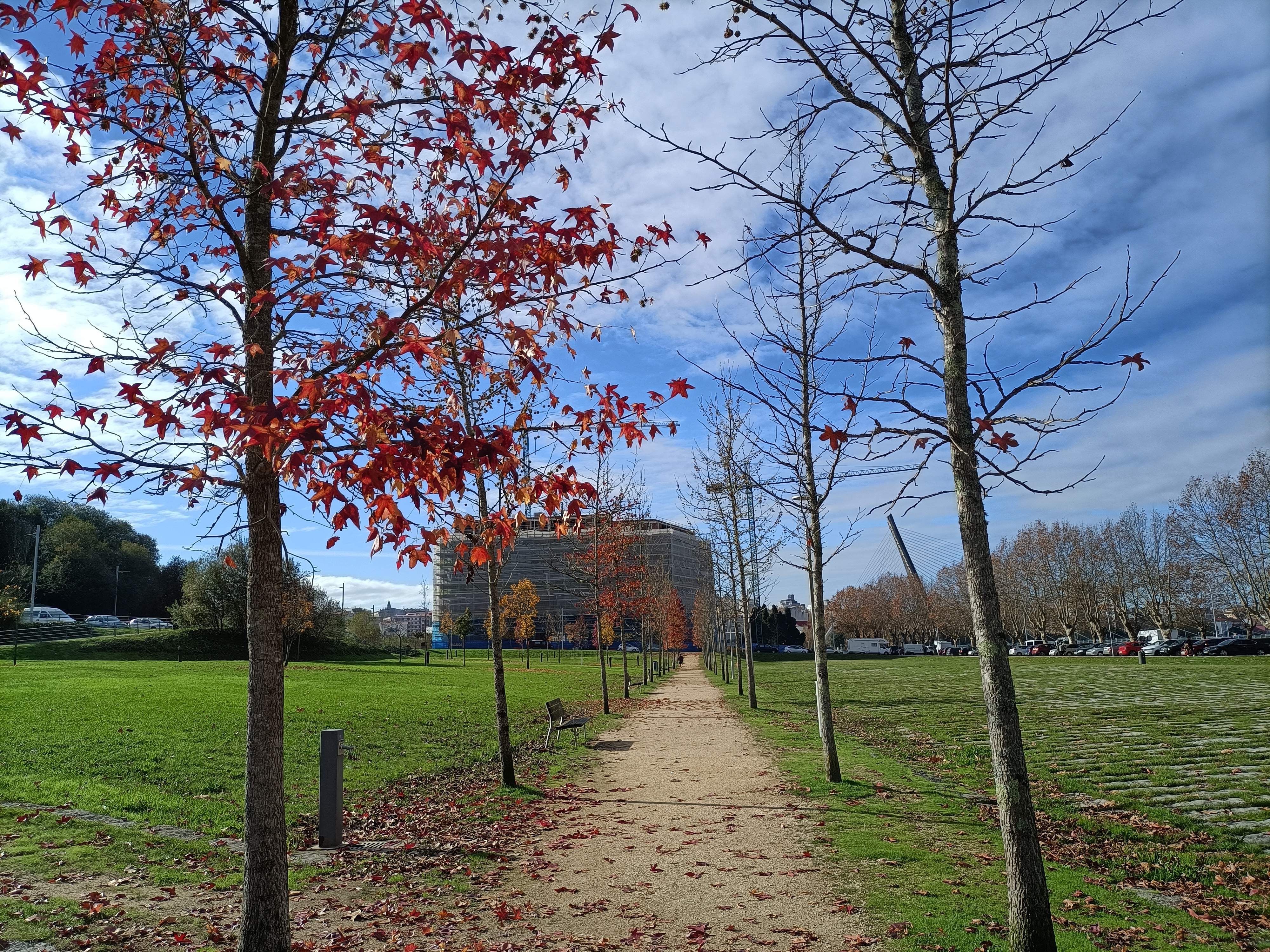
El parque con los liquidámbares de su paseo central en el otoño de 2023
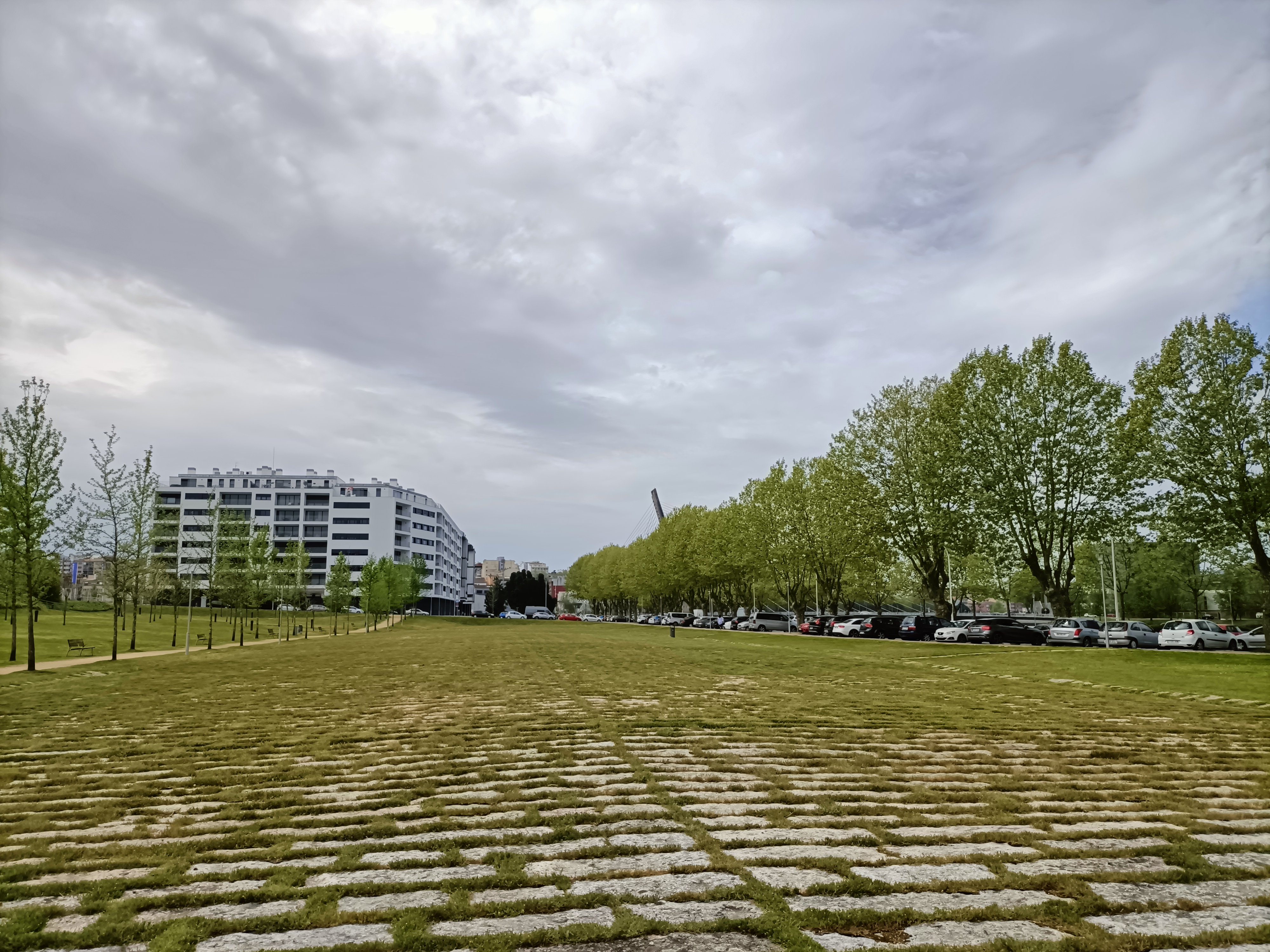
Explanada del parque
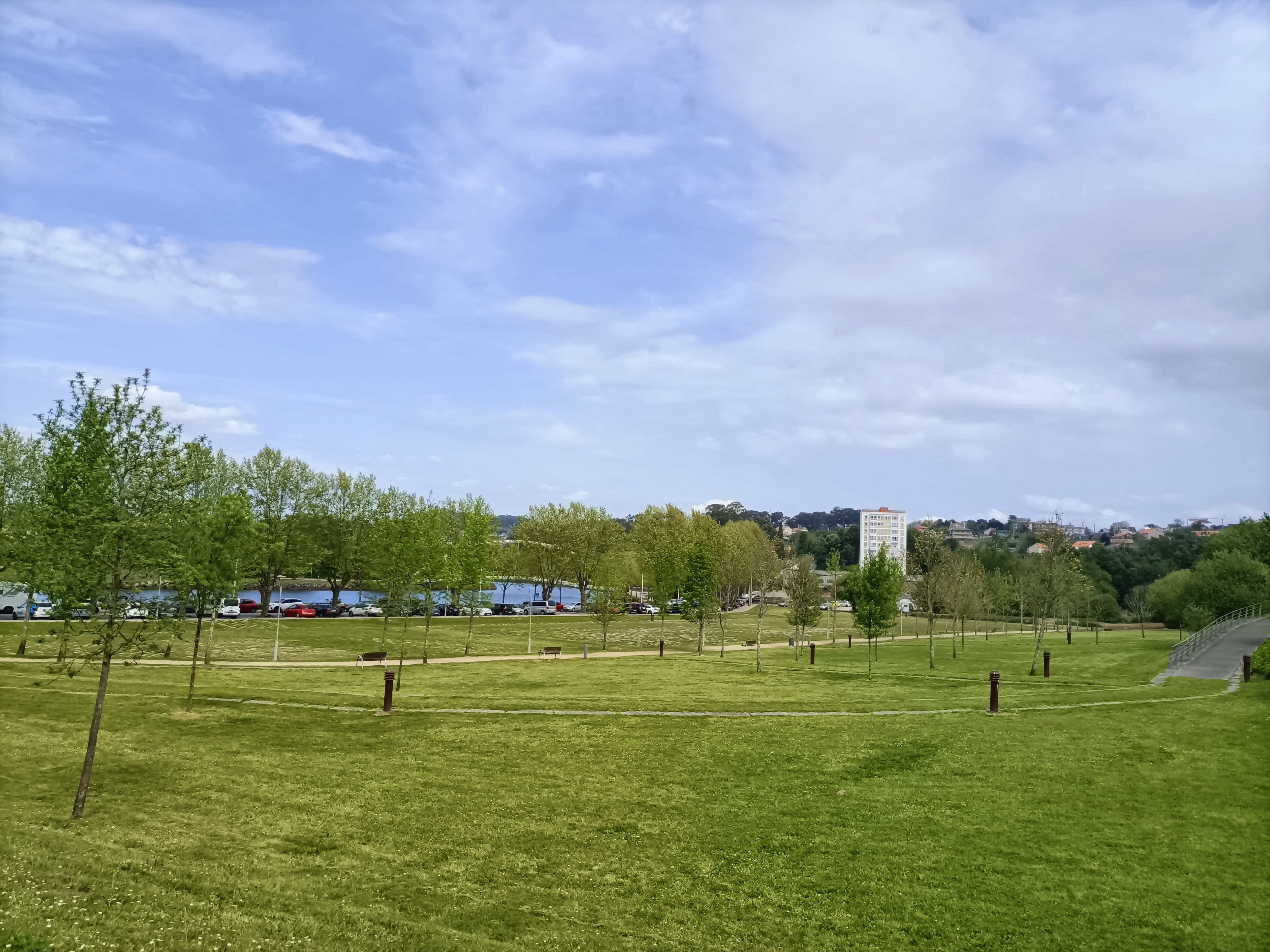
El parque desde el suroeste
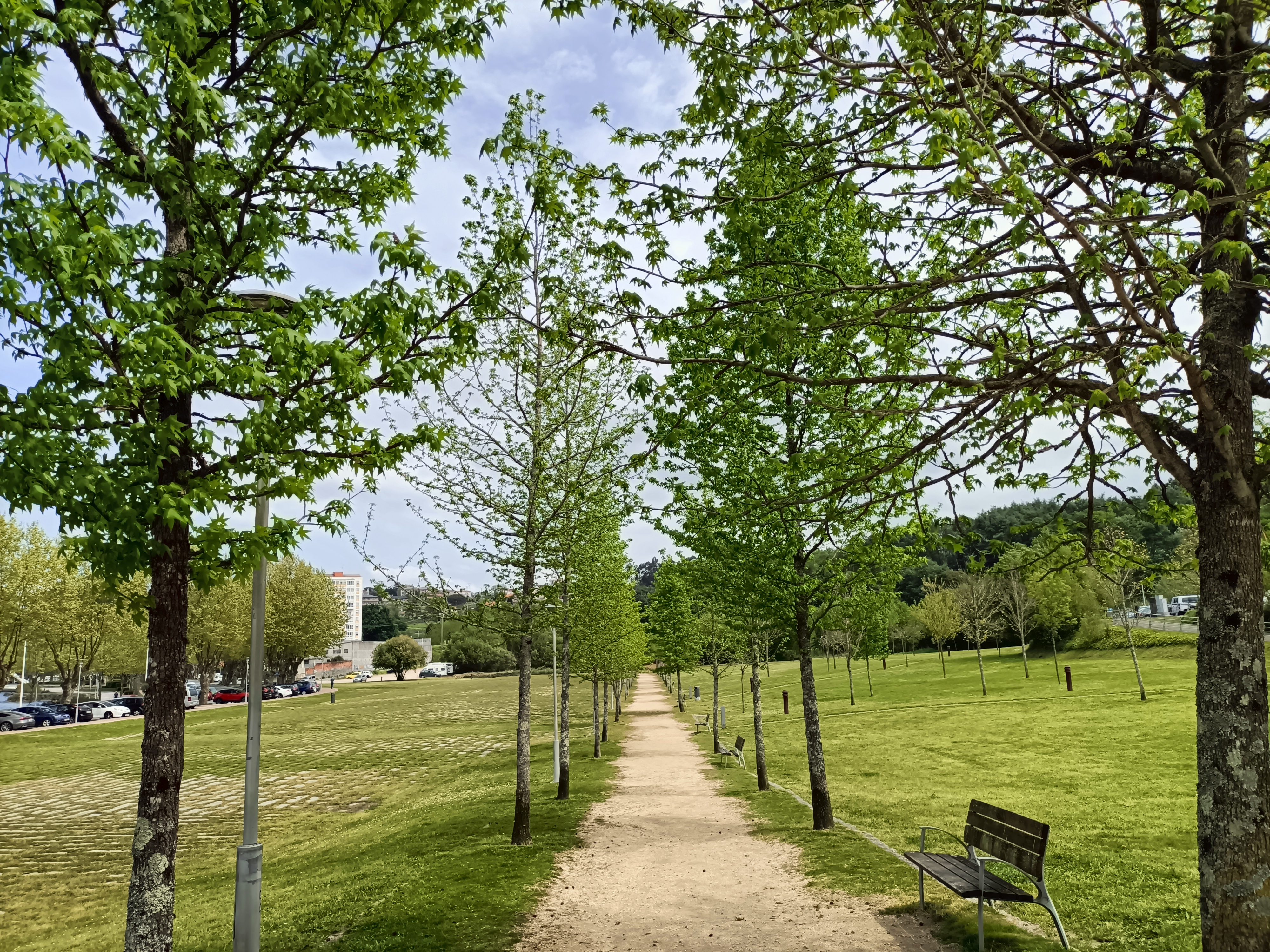
Paseo central del parque